# Палац Санґушків (Ізяслав)
Пала́ц кня́зів Санґу́шків — барокова будівля, частина архітектурного комплексу, розташованого на обширі Новозаславського замку (нині місто Ізяслав Хмельницької області), що ефектно розкинувся на мисі при впадінні річки Понори до річки Горині. Палац збудовано у 1754 —1770 роках для Барбари Санґушкової як приватна резиденція і урядовий центр волинських володінь князів Санґушків.
Сама будівля — двоповерховий будинок, що отримав ориґінальне планування piano nobile, і не подібний до інших палаців Речі Посполитої. Вплив особистого смаку Барбари Санґушкової є визначним у реалізації проєкту, її не задовольнив проєкт розроблений Паоло Фонтана: Якуб Фонтана, королівський архітектор, доопрацював проєкт. До палацу добудовано двір, що з'єднав його з палацом князів Заславських і залишками Новозаславського замку. Будівельні зусилля, здійснені під зверхністю князів Санґушків на новозаславському замковому обширі, були настільки змінили його образ, що й сам замок відтоді отримав нове ім'я — замок Санґушків, а й просто «палац».
З-перед кінця 19 століття, палац став власністю Російської імператорської армії. Росіяни переробили палац під казарму.
Після поразки Перших визвольних змагань, палац використовувався Радянською армією, яка не ставилася до будівлі з належною до її історичного значення повагою. Навіть взяття 1963 року цієї визначної пам'ятки під охорону держави не зупинило процесу її поступового руйнування.
Після проголошення Україною незалежності у 1991 році ставлення до пам'ятки не змінилося: без належної підтримки палац руйнується і загрожує зовсім зникнути з лиця землі. У 2021 році палац було включено до переліку об’єктів культурної спадщини Європи, яким загрожує зникнення.

## Історія

### XVIII століття

Герб князів Санґушків. Лицар на коні — Погоня, свідчить про походження Санґушків від великого князя литовського Гедиміна

Ініціаторкою зведення нового палацу, що в подальшому отримає ім'я палацу Санґушків, на обширі Новозаславського замку виступила вдова по князю Павлу Карлу Санґушку Барбара Санґушкова. Проєкт виконав придворний архітектор Паоло Фонтана. Проте старий архітектор не міг вповні задовольнити будівничих амбіцій княгині, в зв'язку з чим вона заручилася досвідом королівського архітектора Якуба Фонтана, який вніс свої корективи до ескізу палацу.
Протягом 1754–1755 років було підготовлено будівельні матеріали: випалено цеглу, виламано камінь під фундамент, заготовлено ліс. Стіни палацу вимурувано до 1759 року, тоді ж встановлено крокви і покрито дах черепицею. Протягом 1759-1764 років будівлю цілком потиньковано, встановлено частину вікон і дверей, у деяких кімнатах вимощено підлогу. У вестибюлі палацу збудовано двоспадові сходи оздоблені залізною балюстрадою. Вестибюль накрито маточкоподібним куполом з бляхи. Частину мистецького оздоблення зал і покоїв, а також камінів виконав Ян Пуш з Аннополя. Будівництво затягувалося через брак у місті необхідних майстрів і матеріалів. До прикладу, завіси, клямки і кутики замовляли одразу в кількох місцевостях: Терешках, Шепетівці, Аннополі, Мізочі. Камінь для камінів везли з Кунева, а для підлоги аж з Теребовлі. Бляху замовляли у Данціґу, олово у Конському.
Хвороба завадила Паоло Фонтана закінчити справу своїх рук. Роботи над палацом завершено в 1765 —1770 роках під керівництвом підскарбія заславського Юзефа Марковського: вправлено вікна, встановлено кутики і замки, печі обкладено кахлями. 1774 року резиденцію передано на уряд управителя Яна Шумінського.
Під час маршу російської армії до Речі Посполитої 15 квітня 1767 року власника палацу, радомського конфедерата Януша Модеста Санґушка, відвідав генерал-майор Петро Кречетніков, який схарактеризував поведінку князя як «прихильну до росіян».
У палаці Санґушків двічі гостював польський король Станіслав Авґуст, де господарі Кароліна Санґушкова і Януш Модест Санґушко влаштували йому теплий прийом. Вперше 27 листопада 1781 року, коли повертався з Кам'янця-Подільського. Вдруге 15 березня 1787 року дорогою до Канева. На честь другого приїзду короля відсалютовано з замкових гармат та влаштовано бал з яскравою ілюмінацією і феєрверком.

Прибув його королівська величність до згаданого замку під салют з гармат де його привітали князі стражники, князь воєвода волинський, Валевський воєвода сєрадзький, Млоцький каштелян волинський, прилуцький каштелян Бжезінський, Стецький староста овруцький, інші присутні гості, і був проведений на гору до великої зали де найяснішому панові княжна господиня представила очікуючих там дам. Пішов потім його королівська величність до свого покою, по чому настав обід, покликавши до себе князя коронного стражника і нагородив його Орденом Білого Орла.
Дано гарний обід на кількадесят осіб під час якого князь пив за здоров'я його величності короля під постріли з гармат, а його королівська величність згадав також про здоров'я господаря, наголошуючи на їх милій дружбі. По обіді й каві князь представив його величності кількох прибулих волинських громадян. Пішов після того його королівська величність до свого кабінету, а гості, як кавалери так і дами нікуди не йшли і бавилися до години 6-ї, коли почалася гра на розставлених столиках, а музика заславського гарнізону добрій думці сприяла. Вийшов потім король його величність і бавився разом з усіма більш як дві години, а обійшовши стіл до вечері прибраний пишними срібними сервізами, порцеляною і кришталем, повний вишуканих страв, провів на вечері немало часу, поділяючи компанію. Вечеря затягнулася до години 11-ї, а гості так бавилися, що ледве о 2-й ночі розійшлися по покоях. (…) Прокинулися як звичайно о 6-й ранку, а виїхали лиш о пів на 9-у з тієї причини, що його королівська величність залагоджував інтереси громадян, які прохали аудієнції; до поїзду королівського було дано 10 коней зі стайні князя (…)

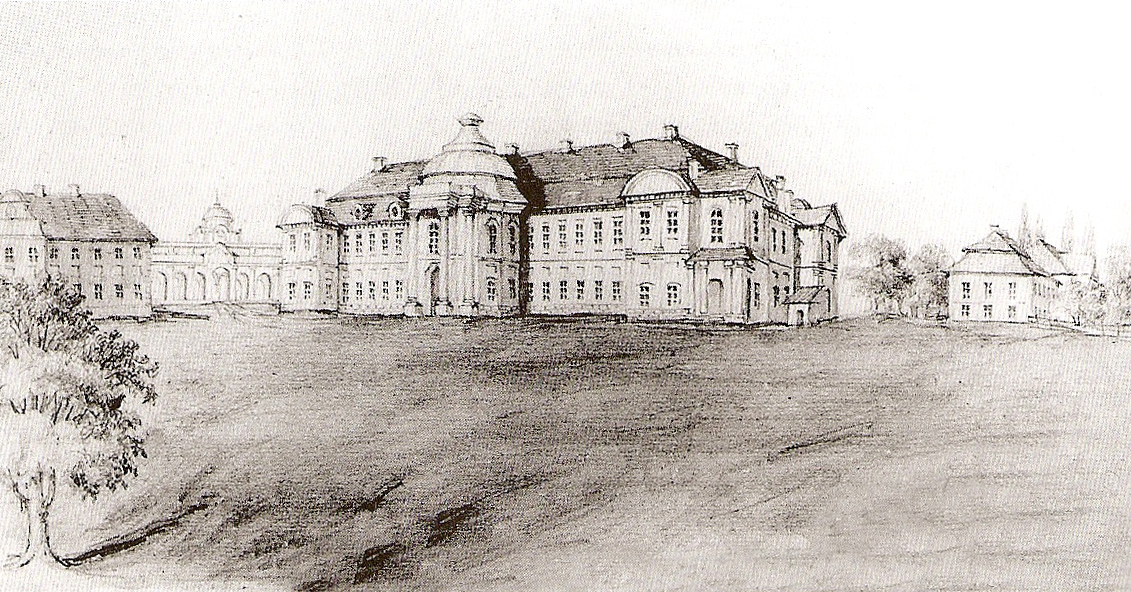
Наполеон Орда. Палац князів Санґушків. 1872 рік

Серед улюблених імпрез князівського двору тих часів були виступи українських бардів-торбаністів Григорія, а згодом і Каетана Відортів.
У листопаді 1794 року через Заслав до Санкт-Петербургу конвоювали полонених провідників антиросійського повстання. Згодом, особистий секретар провідника повстання Тадеуша Костюшка Юліан Урсин Нємцевич згадає про три дні свого заславського побуту і розмову з княгинею Санґушковою, що сталася між ними в палаці:.

Розміщено нас у гостинному дворі. Хрущьов без жодного запрошення заїхав з дружиною і сім'єю до замку і там розташувався. Княгиня сама відрядила до нас маршалка двору, довідатися, що потребуємо. Протягом трьох днів нашого тамтешнього побуту присилала нам сніданок, обід і вечерю. (…) Увечері Хрущьов послав до мене з донесенням, що княгиня Санґушкова жадає мене побачити і попрощатися. Відтак із моїм сторожем Тітовим подався до замку. Княгиня та, зі страху зупевне, жертвує себе москалям, після привітання відвела мене всторону і після чуйних уболівань над моєю долею, сказала мені, що доля моя у моїх руках, що можу обирати або найсвятіші нагороди, або також найстрогішу кару; що все залежить від моєї щирості у викритті усіх таємниць революції і здачі тих, хто до неї найбільше доклався. — Пані! — Відповів. — Наша революція не мала секретів. Батьківщина роздерта, здирствами і ґвалтами збезчещена, це викликало розпач і потребу взятися за зброю. Хоч Бог і не посприяв добрій справі, принаймні не допустив, щоб ми зганьбилися і підступно згинули. — І не скажете навіть імен? — Ні; найнестерпніші тортури не змусять мене віддати на помсту доброчесних земляків моїх. — Від душі вас шкода. — Пані надто ласкава.

### XIX століття

Жан-П'єр Норблен де ла Ґурден. Битва під Зборовом. Картина з палацової збірки. Нині в експозиції Національного музею у Кракові

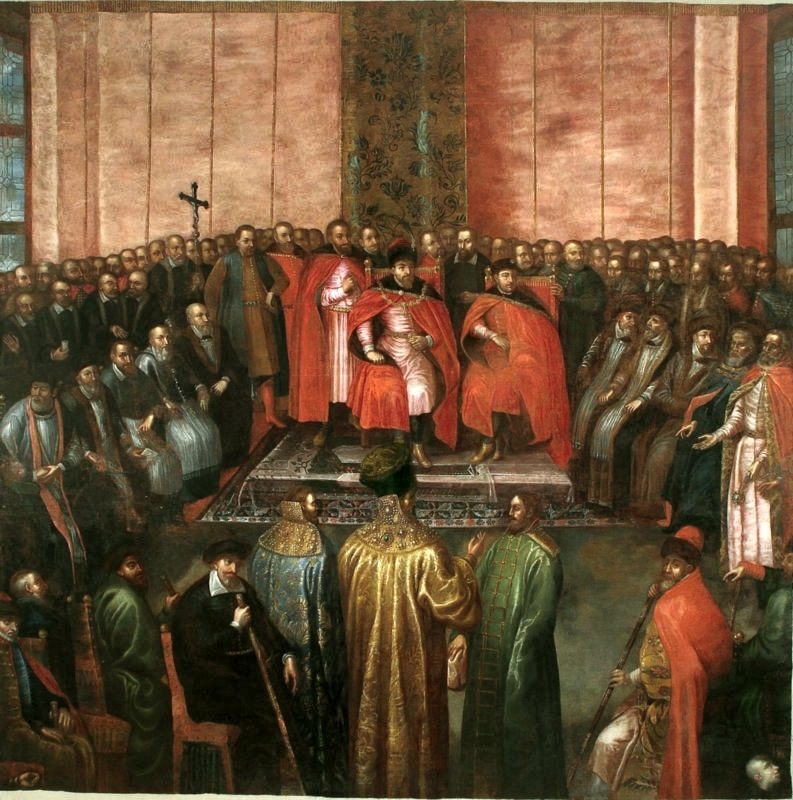
Станіслав Жолкевський представляє королю Зиґмунту ІІІ на сеймі 1611 року впійманих царя Василя Шуйського з двома братами. Картина Томазо Долабелла перенесена Євстахієм Санґушком з заславської збірки до палацу в Підгірцях. Зберігається у Львівському історичному музеї

У липні 1812 року в палаці розташовувалася штаб-квартира командуючого корпусом російських військ генерала Михайла Кутузова.
1818–1821 роках на дворі князя Санґушка вчителем малювання працював австрійський художник Йозеф Кріхубер.
По смерті князя Карла Санґушка (†1840) вже ніхто з власників постійно не мешкав у палаці. Лише час до часу в ньому відбувалися концерти і театральні вистави. Зокрема, 1848 року з ініціативи княгині Клементини Санґушкової у палаці відбувся виступ вокалістки Вільгельміни Скібінської у супроводі скрипаля Леона Поля, піаніста Рудольфа Стробля і його дочки, який зібрав близько трьохсот осіб. Під завісу карнавалу 1861 року планувалися три вистави, зокрема, «Шляхетність душі» Яна Хенцінського і «Для милого гроша» Аполло Коженьовського.
У 1860-х до палацу добудовано другий ярус східних і західних ризалітів, у яких влаштовано аркові віконні прорізи, по кутах оздоблено пілястрами, увінчено трикутними фронтонами і покрито двоспадовим дахом.
Після придушення Січневого повстання, участь у якому взяли всі офіціалісти (службовці приватних маєтків) Заслава, Славути, Шепетівки і Білогородки, майно князів Санґушків опинилося у центрі російських домагань. 17 січня 1866 року волинський генерал-губернатор Михайло Чертков у листі до генерал-губернатора Південно-Західного краю Олександра Безака повідомляв:

При його зв'язках, розлогості земель та кількості фабрик ворожість князя Санґушка до нашого уряду є силою, що нею не можна нехтувати в цьому краї. Подібна нагода вдруге може не повторитися, відтак не треба її упускати. Звертаю увагу на велике враження, яке справить на весь південний захід перехід цього багатства у власність росіян. З гнізда революції, яким він є, маєток перетвориться на непорушну твердиню російської сторони. Уряд, на мою думку, має незаперечне право позбавити князя Санґушка і його спадкоємців нагоди володіти землями на території Росії (…)

Після смерті князя Владислава Санґушка на початку 1870-х років князь Роман Даміан Санґушко, перший і останній ординат заславський, був змушений продати свою заславську резиденцію російській владі.
Вже під кінець 19 століття був розроблений проєкт переоблаштування палацу князів Санґушків під казарму, в якій мали розміститися помешкання, їдальня, бібліотека тощо для офіцерів російського війська. 

### XX століття

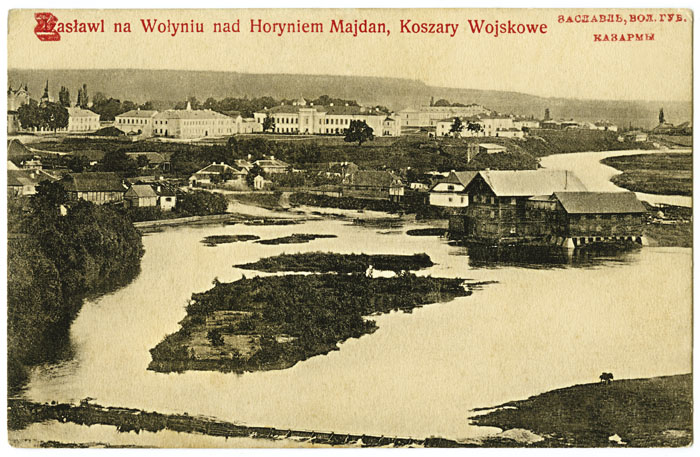
Вид на палацовий комплекс. Поштівка, 1910-ті

Знаний любитель старосвітської архітектури Георгій Лукомський, відвідавши 1913 року місто, що тоді вже називалося Ізяслав, залишив такий опис стану архітектурного комплексу колишньої князівської резиденції:

У ньому немає вже баневого покриття серцевої частини, немає і півкруглих фронтонів на його бічних крилах. Немає й усієї мансардної крівлі помітної ще на малюнках Napoleona Ordy, тобто частин, що були ще в 40-50-х роках XIX ст. Тепер у палаці офіцерське зібрання. Всередині залишилися лише сходи з дивовижної краси поруччям, але вже немає усіх меблів, boiseries, картин французької і фламандської шкіл.

Під час Першої світової війни палац не постраждав. Росіяни й надалі використовували приміщення комплексу під військові потреби, змінився хіба що порядок. У колишньому палаці Заславських розташувалися гавптвахта, карцери і цойґгавз, у східному одноповерховому корпусі були помешкання офіцерів. У пивницях розташувалася навчальна кімната артилерійської школи. Перший поверх колишнього палацу Санґушків був пристосований під майстерні, а на другому також розміщувалося офіцерське житло. У дворі викопали криницю.

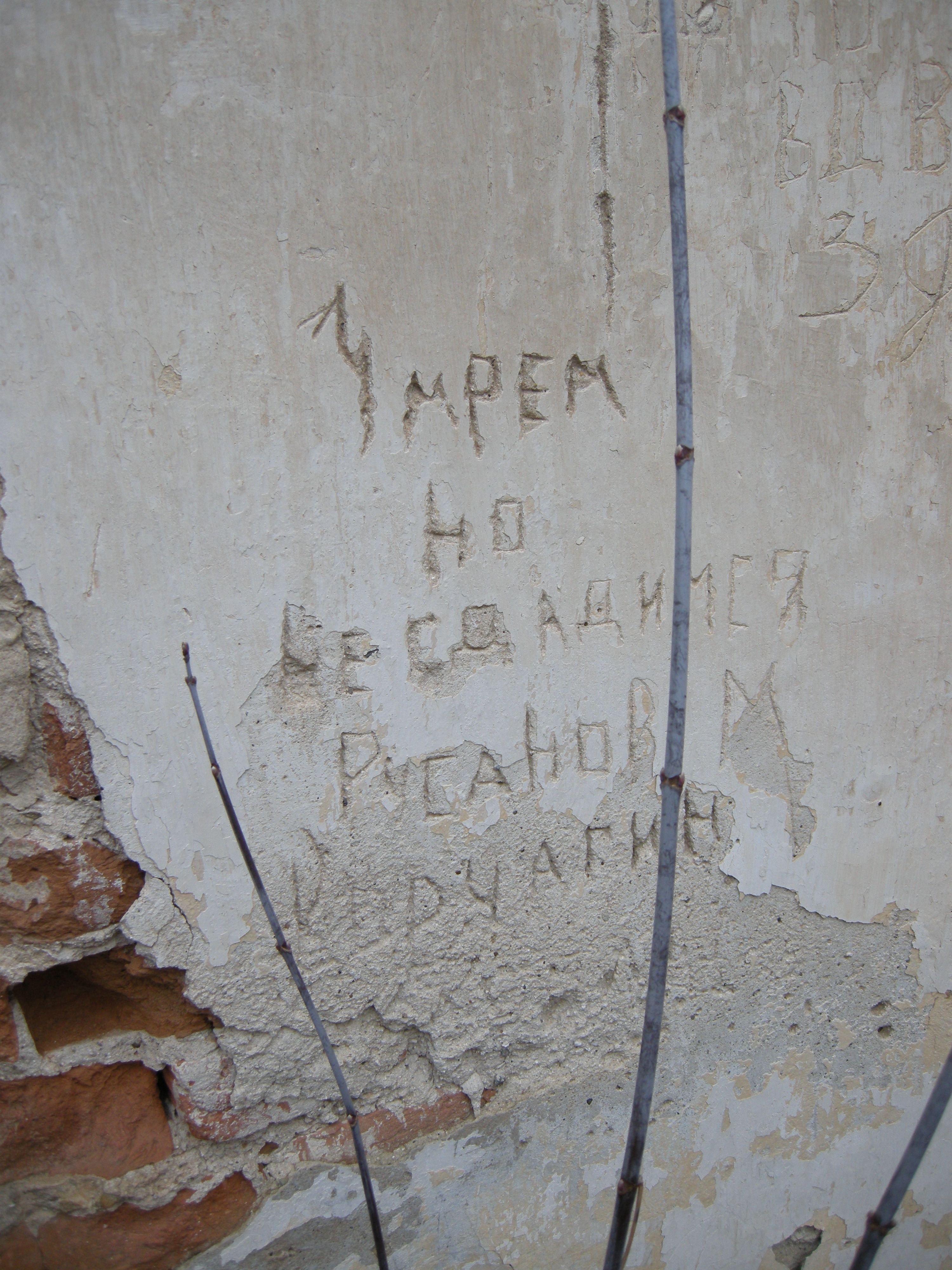
Помремо але не здамося (Умрем но не сдадимся) — вандальське графіті часів СРСР на стіні палацу

За часів Перших визвольних змагань у будівлі палацу дислокувався штаб корпусу Січових Стрільців Армії Української Народної Республіки під командуванням Євгена Коновальця, 1919 року захоплений і знищений «червоними козаками» під командуванням Віталія Примакова.
З 1920-х років у замку оселилися нові господарі — червоноармійці.
1944 року внаслідок артобстрілу Червоною армією і спричиненої ним пожежі палац суттєво ушкоджений. Після Другої світової війни будівля палацу Санґушків не використовується. Крокви і дерев'яні перекриття знищені за допомогою важкої військової техніки і використані для опалення.
Палац Заславських і Новозаславський замок після незначного ремонту і направлення дахів призначено на гуртожиток і військові склади 88 полку радянської армії.
На початку 1980-х радянські військовики остаточно припинили використання комплексу. Замок був приречений на повільну руйнацію і цілковите зникнення.

### XXI століття
25 липня 2006 року під час свого візиту до України руїни палацу відвідали прямий нащадок князів Санґушків Павло Санґушко з матір'ю Клавдією Санґушковою.
14 грудня 2021 року Europa Nostra та Інститут Європейського інвестиційного банку включили палац до переліку 12 об’єктів культурної спадщини Європи, яким загрожує зникнення.

## Палацова арка

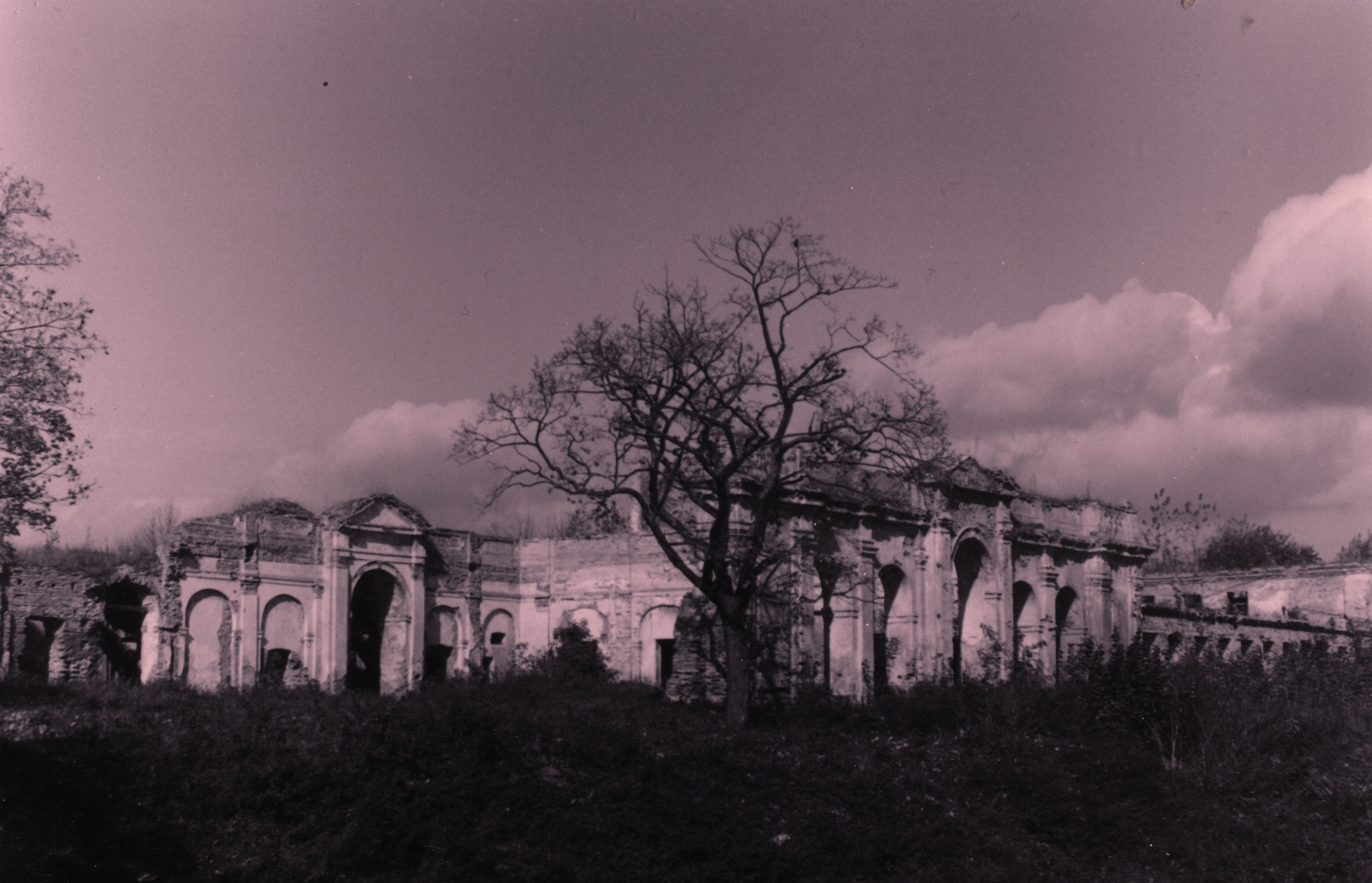
Вид на палацову арку з південного сходу. 2001 рік

У 1759 —1764 роках між новозбудованим палацом Санґушків і палацом Заславських зведено палацову арку, прямокутну в проєкції, з трьох сторін, окрім східної, оточений галереями, зі сходу і заходу двома монументальними брамами.
На думку дослідників, композиція палацової арки заславського замку вирізняється високою мистецькою вартістю і є «єдиним подібним рішенням не лише на Волині, але й в архітектурі цілої Речі Посполитої». Власне це є патіо.
Східна брама занавісом сполучає дві галереї, бічні стіни яких із заокругленими наріжжями становлять до неї кутові ризаліти, додатково закцентовані декоративними вазонами. Складається враження суцільної стіни з п'ятьма арковими прорізами, що підсилюються тосканськими пілястрами, наголошеними на ризалітах, які підтримують відрізки балок з профільованим карнизом і аттиком. Стінки аттика мають утоплені площини зі зрізаними кутами, з яких виділяються площини, виконані своєрідним ланцюговим мотивом. Центральна арка більша за розмірами, наголошена потужнішими пілястрами, що підтримують трикутний фронтон. Західна брама фактично повторює східну, однак є значно фундаментальнішою. Ця вежа, перекрита хрестовим склепінням, вирізнялася характерним бельведером, що мав вигляд півсферичної бані зі шпилем на незначному підбаннику і хрестоподібному даху, прикритому з чотирьох сторін лучковими фронтонами, прикрашеними розетками.
Перекриття галерей склепінчате — хрестове, покрите односпадовим дахом, конструкції якого на сьогодні повністю втрачені. Розмір двору у проєкції — 30×30 м. Висота від поверхні землі до верхньої частини наявних конструкцій становить близько 4,5 м. Стіни та підпружні арки викладені з червоної обпаленої цегли розміром 270х140х70 мм на вапняному розчині. Товщина швів близько 1 см. Кладка ланцюгова — чергування тичкових і ложкових рядів.
Після 1870 року арки частково замуровані, і в них утворені прямокутні віконні і дверні прорізи. Над східною брамою побудовано дзвіницю у вигляді арки з трикутним фронтоном, бельведер над західною знищено.
Частина південної галереї палацової арки зруйнована технікою міського комунального підприємства під час проведення «суботника» наприкінці 1990-х років.

## Фортифікації

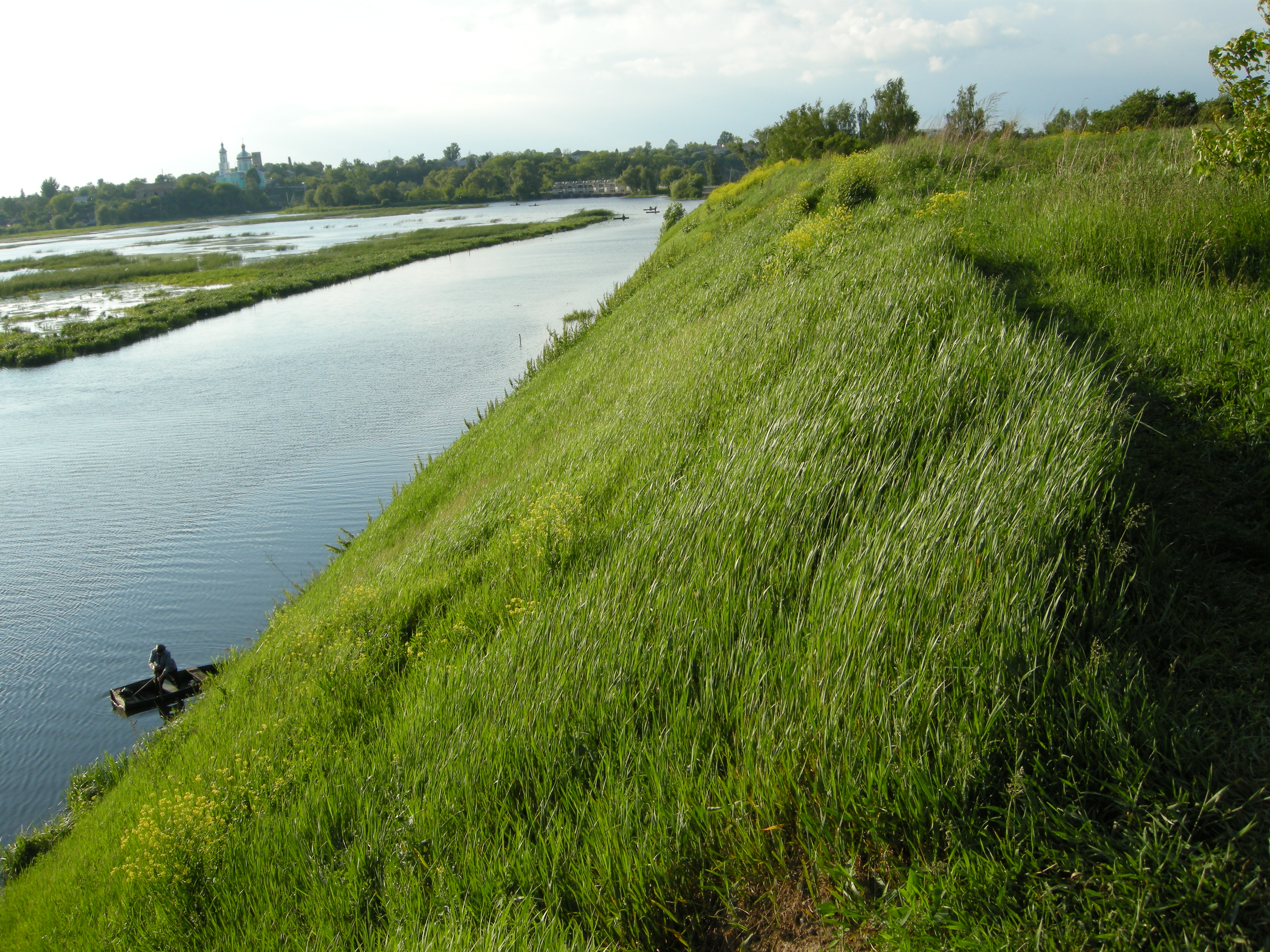
Вал з боку річки Горинь

1765 року розпочато роботи з реконструкції фортифікацій, успадкованих від Новозаславського замку. З боку Горині підвищено мур, поглиблено рови, розбудовано і зміцнено наріжні бастіони.
Оборонна замкова система налічувала чотири бастіони. На північно-західному бастіоні вивищувалася кам'яна восьмистороння вежа зі стрільницями, вкрита конусоподібним дахом, зруйнована під кінець 19 століття. Її спорудження ймовірно слід пов'язувати з будівельною активністю князя Олександра Заславського, на замовлення якого архітектор Валентин Мочиґемба збудував у заславському замку серед іншого «вежу від ставу». Остаточно систему бастіонних фортифікацій знищено протягом 20 століття. Нині про колишні укріплення свідчать лише земляний вал з боку річки Горинь і рови зі східної і західної сторін замкового обшару.
Відомий український історик Володимир Антонович твердив, що замковий обшир був обмежений каналом, який з'єднував річку Понору з Горинню. Таке твердження здається малоймовірним, адже рівень води у цих річках навіть у давнину не сягав такої висоти.

## Парк
Наприкінці 1750-х років розпочато роботи зі створення парку. Від 1760 року цим питанням займався Йоган Георг Кнакфус з Антонінів, позаяк попередній садівник не впорався з цим завданням. Проєкт розробив Карл Георг Кнакфус. На середину 1760-х парк було розплановано і посаджено.
Парк розкинувся на невеликій площі, отож наприкінці 18 століття Клементина Санґушківна заклала новий парк. Він розташувався віддалік від палацу на передмісті Климівка.
1944 року на терені колишнього парку проводилися навчання роти саперів 234 фронтового запасного полку Червоної армії.

## Опис

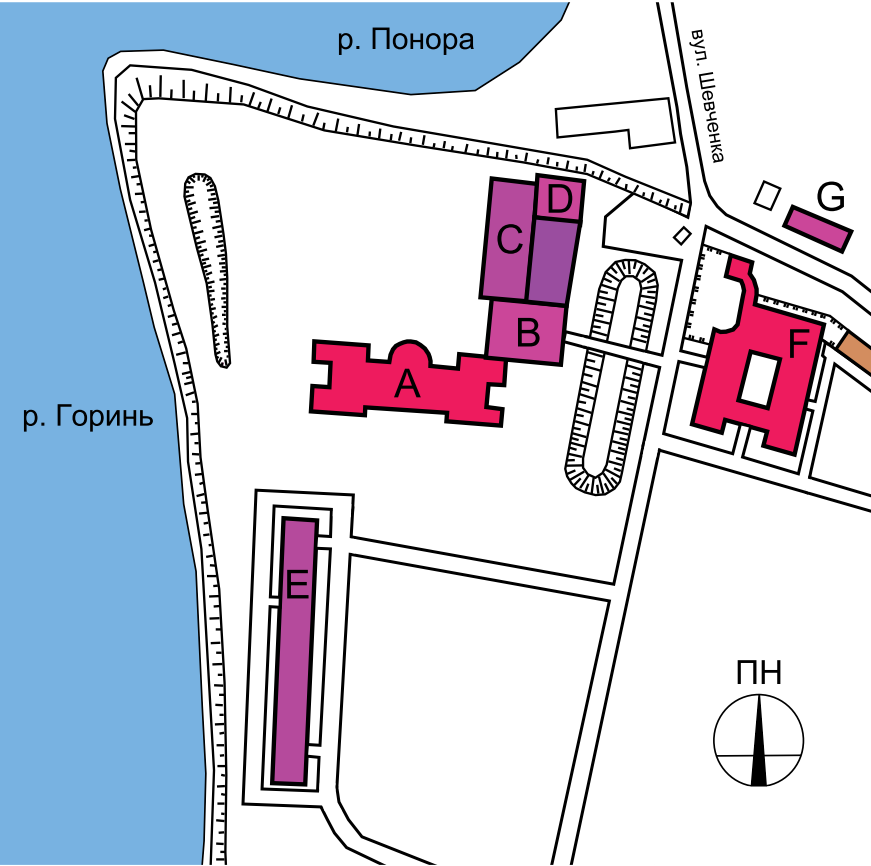
План. A: Палац Санґушків; B: Двір; C: Палац Заславських; D: Старий корпус Новозаславського замку; E: Стайні; F: Костел Святого Йосипа і монастир Лазаритів; G: Шпиталь Лазаритів

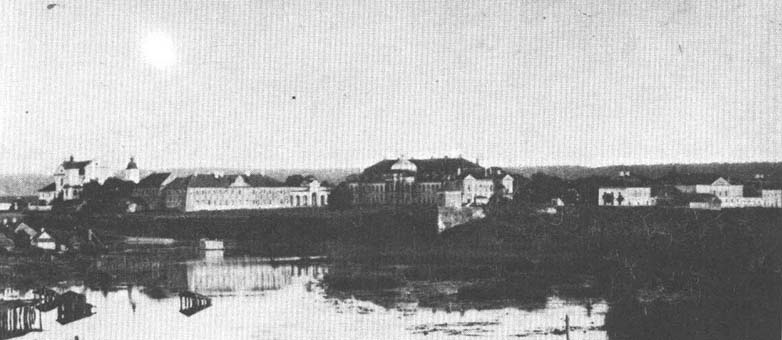
Вид на палацовий комплекс Нового Заслава. Світлина 1860-х років

За «Інвентарем палацу Заславського в день 1 серпня 1857 р., що був написаний» на першому поверсі розташовувалися тринадцять кімнат, для «розваг, прийомів і спання». Один з покоїв мав чотири мозаїчні колони, інші були поклеєні «мальованим папером». У шести кімнатах підлога була вкрита плиткою, в двох — імітація під цеглу, у п'яти — дерев'яна. Двоспадовими сходами головного вестибюля можна було піднятися до невеличкого передпокою з двома колонами, звідки відкривалися двері до заль. На другому поверсі було три передпокої (перед обідньою залою, перед «жовтим» покоєм і в західному павільйоні) та вісім кімнат, з яких два «мозаїчні», один з «стіною через середину», другий з чотирма колонами і опуклою стелею оздобленою ліпниною. У чотирьох покоях стіни були декоровані папером, стелі обрамлені ліпниною. Остання «жовта» кімната слугувала для гри у більярд. Крім «жовтого» для забав, існував ще «зелений» покій.
Свої враження від палацевого інтер'єру 1864 року залишив волинський краєзнавець Тадеуш Єжи Стецький:

Замковий інтер'єр старанно тут підтримується. Прикрашено його чисельними пам'ятками; декілька заль з фамілійними портретами, багата колекція живопису, серед яких кілька відомої фламандської школи. Також багата колекція старих гравюр, польських і англійських і незлік китайської порцеляни.

Окрім портретів Заславських, Санґушків, Ґоздських, виконаних на блясі натрунних портретів, пам'яток по видатних паніях Кунеґунді Чацькій (Санґушківні) і Анелі Санґушковій (Ледуховській), виняткової цінності робіт Пітера Рубенса, від 1842 року в замку зберігався ще й так званий архів князів Санґушків. Найдавніші документи в архіві сягали 1284 року, останні походили з 1873 року. Стосувалися, зокрема, історії церкви на південно-східних теренах давньої Речі Посполитої, доби Самозванців, історії козацтва часів гетьмана Богдана Хмельницького, історії родин Острозьких і Заславських, війни Івана Ґрозного з Зиґмунтом Авґустом. Зберігалися також ориґінальні листи російського царя до короля польського, листування князя Романа Санґушка, гетьмана польного литовського з королем, Остафієм Волковичем, Радзивилами, Хоткевичами і іншими. А також листи гетьмана Жолкевського до різних адресатів. Окремий масив документів становили матеріали, що стосувалися історії волинської землі. Документи з історії родини Санґушків також були виділені в окрему групу. Упорядкуванням архіву займався Ян Креховецький. З джерел архіву черпав Олександр Пшездзецький.
Після продажу замкового комплексу російській владі мистецькі збірки і палацове опорядження вивезене. Архів, частина меблів, живопису тощо опинилися у Славуті. Інша частина меблів, колекція портретів, розкішні кришталеві люстри перенесено до Антонінів. Частина збірок потрапила також до Ланьцута.
Розпланування другого поверху (цокольного поверху) палацу 2,5 шляхове. Комунікаційний шлях проходить через середину цілого будинку, перехрещуючись з перепендикулярно розташованими сіньми. Крім того довгий серединний коридор з'єднується з другим поперечним коридором, розташованим вздовж західної стіни. Перший поверх (в європейській термінології) вирізнявся ориґінальним розв'язанням — італ. piano nobile, дос. «благородний рівень»), двошляховою системою, що з'єднувала репрезентаційні приміщення анфіладою. Перекриття, за невеликим виїмком, по балках.
Фасад палацу Санґушків акцентовано по боках двома потужними двовісевими ризалітами, увінченими лучковими фронтонами, які оздоблені рельєфними зображеннями гербів і обладунків. Серцевину палацу становить монументальний ризаліт, у якому розташувався головний вхід до палацу, що має вестибюль і сходову кліть, у проєкції наближений до квадрата з сильно заокругленими кутами, значно випинається за фасад будинку. Фасад серцевинного ризаліту прикрашають доричні та іонічні пілястри, що підтримують профільовані балки. У долішньому ярусі ризаліту влаштовано два віконних прорізи, в горішньому — п'ять. Горішні вікна оздоблені декоративними щитками, утвореними хвилястими пелюстками, поєднаними з лучкуватим карнизом. Перед ризалітом підноситься фундаментальний портик на чотири колони, підкреслений втопленими по боках колонами. Вивершується розвиненим розкрепованим антаблементом, з високим аттиком, що частково затуляє бляшаний тичинкоподібний купол.
За автора центрального вестибюля палацу слід вважати архітектора Якуба Фонтана, хоча загальним опрацюванням проєкту займався Паоло Фонтана.
|  |  |

Значно скромнішим виглядає фасад від парку. Він також розчленований трьома ризалітами. Незначним тривісевим серединним ризалітом з надбудованим мезоніном і потужними бічними ризалітами, увінченими декорованими фронтонами. Найбільше уваги архітектор приділив серединному ризалітові. Його кути заокруглено, долішній ярус прикрашено рустуванням, горішній поодинокими пілястрами, що підтримують балки і трикутний фронтон. Парковий фасад має багато аналогій у сучасній польській архітектурі.
По периметру фасад палацу оперізує розвинений карниз, що переривається ризалітними добудовами східного і західного боків. Вікна долішнього ярусу вінчають декоративні фільонки. Вікна горішнього ярусу обрамлені лиштвою.
Був накритий ламаним чотириспадовим черепичним дахом. Піддашшя освітлювалося за допомогою восьми круглих люкарн.
Розмір палацу, враховуючи ризалітні виступи, 73,33×34,25 м. Стіни викладені з червоної обпаленої цегли розміром 310х150х70 мм на вапняно-піщаному розчині.
Будівлі палацу князів Санґушків у поєднанні з палацом князів Заславських, Новозаславського замку і комплексу монастиря ордену отців Лазаритів є втіленням чіткої композиційної ідеї, яскравим зразком волинського містобудування епохи Бароко.
Нині палац перебуває у жахливому занедбаному стані. Дах, перекриття (окрім деяких склепінчатих), вікна, підлога, окремі несучі стіни, декоративне оздоблення, тощо повністю знищені.

## Охорона пам'ятки
Постановою Ради Міністрів УРСР від 24 серпня 1963 року № 970 комплекс пам'яток, розташованих на новозаславському замковому обширі під загальною назвою «Садиба», узято під охорону держави.
1990 року фахівцями інституту «Укрпроектреставрація» здійснено архітектурно-археологічні обміри палацу.
Палац князів Санґушків занесено до Державного реєстру національного культурного надбання (пам'ятки містобудування і архітектури), охоронні номери комплексу, до якого також включено костел Святого Йосипа, 758 0—758 4.

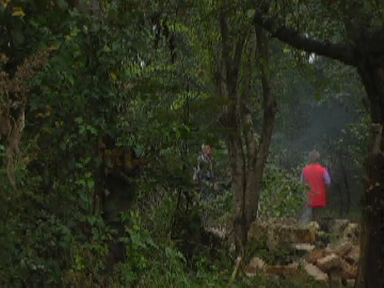
Видобута з палацевих стін цегла на подвір'ї мисливців за будівельними матеріалами. Кадр із сюжету телевізійних новин

2006 року український уряд виділив кошти на виготовлення передпроєктної документації для проведення реставрації Старозаславського замку і архітектурного комплексу Новозаславського замку в сумі 500 000 грн., й окремо 250 000 грн. на розчистку завалів і протиаварійні роботи по палацу князів Санґушків. З 2007 року фінансування програми реставрації архітектурної спадщини Ізяслава припинено.
Будівлі архітектурного комплексу систематично піддаються нападам вандалів і мисливців за будівельними матеріалами. Зокрема, 2007 року в етері місцевого телебачення ПП «Візит-Контакт» було показано сюжет, де наводилися докази умисного нищення палацу князів Санґушків. На жаль, після показу цього сюжету і безпосереднього звернення знімальної групи до правоохоронних органів «складу злочину» в діях зловмисників виявлено не було.
23 вересня 2008 року палацовий ансамбль внесено до переліку памʼяток культурної спадщини, що не підлягають приватизації.

## Новозаславський замок

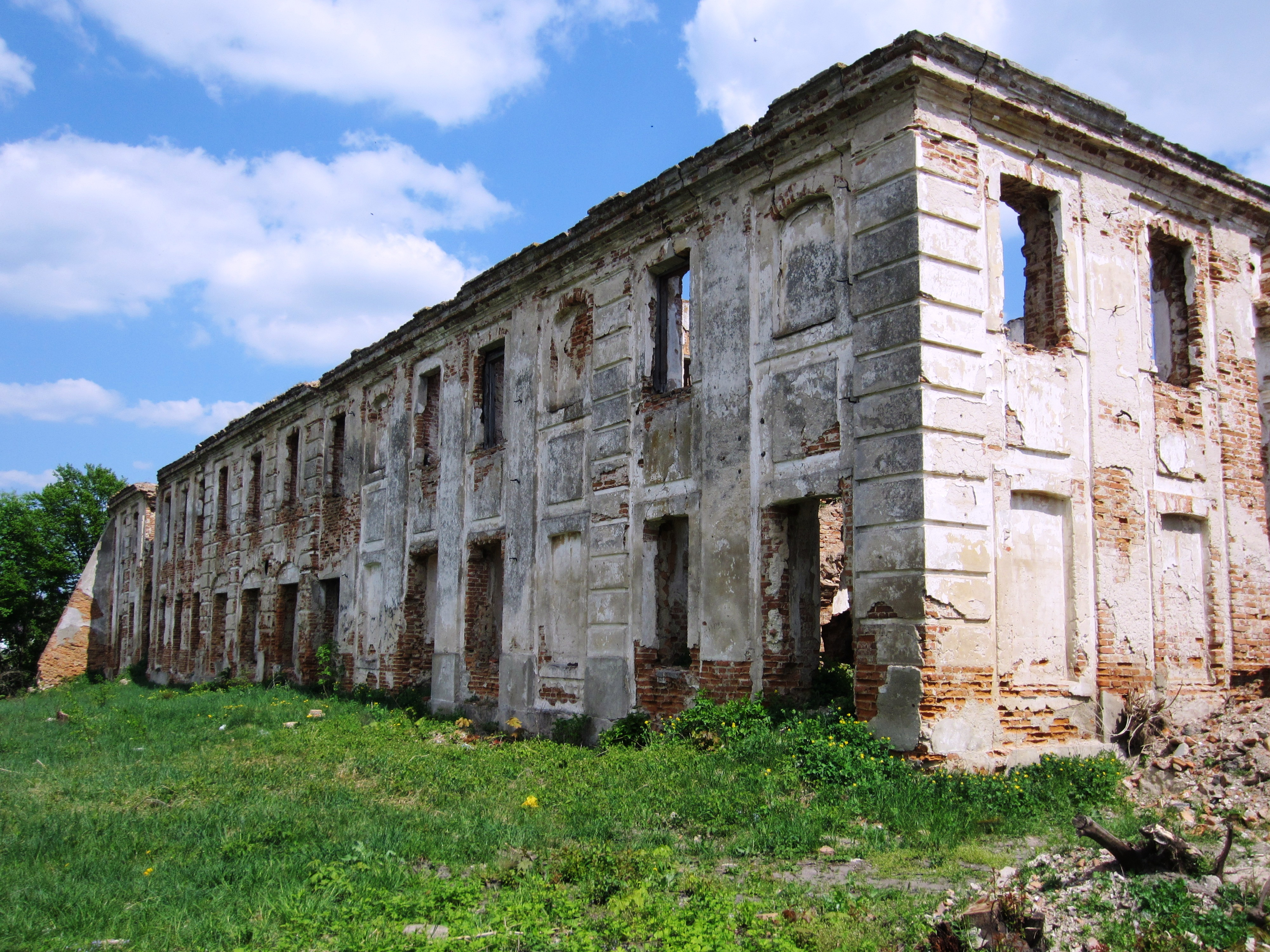
Західний фасад палацу кн. Заславських. Сучасна світлина

Архітектурний комплекс 16-18 століть, що постав у зв'язку із закладенням князями Заславськими в останній чверті 16 століття міста Нового Заслава. Розташований на мисі при впадінні річки Понори до річки Гориня. Неодноразово перебудовувався. У 17 столітті це був комплекс кам'яних і дерев'яних споруд, оточених розвиненою оборонною системою. Тоді ж на обширі замку збудовано цегляний двоповерховий будинок — палац князів Заславських.
Суттєво постраждав під час воєнних подій Хмельниччини, а згодом і Північної війни. Реконструйований новим власником Павлом Карлом Санґушком у 1720-45 роках.
Складається з двох двоповерхових будинків, північно-західні кути яких підперто потужними контрфорсами. Західний фасад палацу Заславських розчленовано на площини і наголошено вертикальними рустованими пасами тривісевої серединної частини, що ледь виступає за фасад, і двох бічних. Серединна частина західного фасаду увінчувалася фронтоном зі спливами. Оперізаний карнизом складного січення. Був накритий вальмовим дахом.
Включений до нового архітектурного ансамблю після побудови в 1754–1770 роках палацу князів Санґушків. Це був довгобуд. За чотири роки спорудили каркас палацу та поклали черепицю. Протягом наступних п'яти років йшли роботи з оздоблення будівлі ліпниною, установлення печей, дверей і вікон. Родзинкою палацу був величезний парадний вхід, що вів до вестибюля. Відомо, що в палаці стояли мармурові скульптури, створені видатним італійським скульптором Антоніо Кановою, мармурові статуї святих  - Євангеліста Матвія та Оплакування Христа роботи італійського скульптора Мікеланджело Буонаротті. Сам палац збудований в стилі бароко - з багатим декором в інтер'єрах.

## Легенда заславського замку

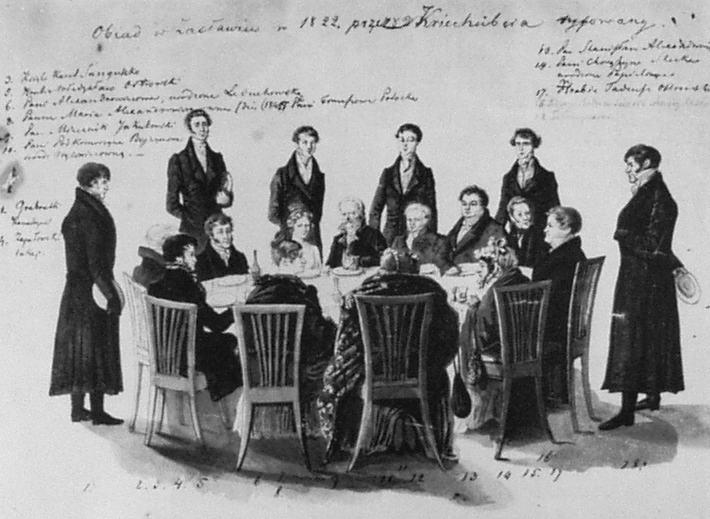
Йозеф Кріхубер. Обід у Заславі 1822 року. Графиня Йоанна Попелівна-Стецька перша праворуч з жіночого товариства

Коїлося це за життя князя Януша Санґушка стражника великого коронного, коли то одного дня об'явився на Заславському замку старий жебрак. Ще ніхто потребуючий співчуття не пішов від воріт того замку з порожніми руками, як і цього разу княгиня стражникова відома своїми цнотами і чеснотою невіста, турботлива і уважна милостинею обділити його наказала. Прийняв її жебрак із покорою, лише наполягав, щоб було йому дозволено з княгинею наодинці перемовитися. Коли задоволено було бажання його, після кількох слів вдячності, оповів щось на кшталт: «За містом Вашим пані є старі мури, про які знаєте напевно; колись то був оборонний замок, домівка Ваших предків, ніхто з нині живущих його іншим ніж тепер не пам'ятає, один я лиш такий зостався зі слуг того дому, що на власні очі бачив його піднесення і занепад. Неприятель і час знищили той замок, лишилися однак у завалених його льохах великі й необраховані скарби, один я тільки можу вказати, де слід їх шукати. Завчасно проте застерігаю Вас, люба пані, допіру як будемо близько від мети нашого пошуку, Заслав запалає, а коли буде по справі, згорить цілком. Не переймайтеся однак княгине і не зважайте на те, віднайденими бо скарбами втрати мешканців втричі зможете відшкодувати; я ж постійно буду під Вашою владою і за все відповім». Повернулася княгиня до гостей своїх й переказала їм свідчення жебрака. Сповнені цікавості почали на неї гуртом налягати, щоб до слів жебракових прислухалася. Відтак назначено було день початку робіт, а комендант військової залоги, що перебувала тоді саме в місті, підлеглих своїх для помочі і поспіху затруднив. Швидко рухалася робота за вказівками жебрака, а княгиня, гості замкові (серед яких була хорунжівна Стецька) і десь половини мешканців міста, зранку вже пантрували біля місця початку робіт. Над вечір коли розкопки до завтра мали відкласти, у одного з копачів зломився заступ, на камінь наткнувшись. Радісний галас злетів з вуст присутніх, коли було помічено щось на кшталт склепіння, тієї ж миті йокнули дзвони кількох костелів та церков заславських, й широка заграва пожежі розлилася над містом. Порух охопив серця присутніх, й усе, що було живе, занедбавши шуканину, поквапилося рятувати свої й Божі обійстя. Подибав слідом і таємничий жебрак й терпляче очікував заспокоєння переполоху. І знову за кілька днів цікавість і хтивість перемогли обачність, а підбурена людом і комендантом княгиня, вирушила за місто, в оточенні кінних поїздів і пішоходів, зі старим жебраком на чолі. Тисячі рук взялися разом до роботи, й двох годин не встигло сплинути, як з'явилися перед очі шукачів важкі ковані двері; оце зараз страшне видовище знову перервало їхню роботу. Заслав на чотирьох відрогах своїх пломеніючим вогнем запалахкотів; дарма що була покинута в місті для запобігання цьому залога, й вона нічогісінько не могла вдіяти. Дзвони тривожним янчанням заглушали зойки втікаючих скарбошукачів, чорні клуби диму, як розбурхані хвилі неслися над містом, а голосіння й нарікання лунали довкруги. Проте вагався люд здобичі хтивий, погроз і закликів княгині наслухавшись, допоки не показався від міста почет духівництва з образом Богородиці на чолі, і впавши перед княгинею на коліна, почали заклинати її покинути ту страшну й пов'язану з такою кількістю нещасть забавку. Тільки тоді враження від подій досягло усвідомлення, погамувало і упокорило помисли всіх, що на коліна падати почали, благаючи порятунку у своєї покровительки, після чого з образом негайно до міста рушили. Згасла тоді й пожежа навіть при млявому гасінні, лишень жебрак загубився в натовпі й від тоді його більше не бачили, а княгиня роздавши щедрі відшкодування родинам погорільців землею і грузом розкопки засипати наказала.

## Ресурси мережі
- Палаци України: Палац Сангушків. Ізяслав. 2023 (відео)
- Тадеуш Єжи Стецький. Волинь. Статистичний, історичний і археологічний огляд. Львів, 1864. Т. 1 (пол.) (Перевірено 16 березня 2012)
- Юзеф Скрабський. Заслав як мистецький осередок XVII—XVIII сторіч (пол.) (Перевірено 16 березня 2012)
- Олексій Збруцький. Оборонна система палацового комплексу князів Санґушків у місті Заславі. Північно-західний бастіон (Перевірено 16 березня 2012)
- Єжи Ковальчик. Пізньобарокові резиденції на Волині (пол.) (Перевірено 16 березня 2012)
- Володимир Александрович. Інвентарі замків у Старому й Новому Заславі з XVII століття (Перевірено 16 березня 2012)
- Наталія Черкаська. Джерела Центрального державного історичного архіву України в Києві до історії родоводу князів Санґушків[недоступне посилання з червня 2019] (Перевірено 16 березня 2012)
- Павлюк В. Палацово-паркові ансамблі магнатерії — центри культури Волині (Перевірено 16 березня 2012)
- Руїни палацу Санґушків на фільмі з дрона (2018) (відео) (Перевірено 26 березня 2019)
- Двозуб на палаці Санґушків: декорація чи княжий символ? (Перевірено 26 березня 2019)
- Палац Санґушків та Новозаславський замок (відео)